# Xã Edison, Quận Swift, Minnesota
Xã Edison (tiếng Anh: Edison Township) là một xã thuộc quận Swift, tiểu bang Minnesota, Hoa Kỳ. Năm 2010, dân số của xã này là 106 người.